# 連鎖犯罪/逃げられない女
『連鎖犯罪/逃げられない女』（原題：Freeway）は1996年のアメリカ合衆国のサスペンス映画。日本ではビデオスルーされた。新盤DVD発売の際は原題と同じ『フリーウェイ』に改題された。続編に1999年の『トリック・ベイビー』がある。
赤ずきんをベースとし、舞台を現代アメリカに置き換えた物語となっている。

## あらすじ
薬漬けの父と売春婦の母に育てられた不良少女バネッサは両親が逮捕されたことをきっかけに里子に出されることになる。それを嫌がったバネッサは逃走、祖母の元に車で向かうことにする。しかし途中で彼女の車が故障してしまった。そこに現れたのが紳士的な男性ボブ。彼は親切にもバネッサを祖母の元に送り届けてくれるというのだが、実はボブの素顔は連続強姦殺人犯であった。本性を現したボブはバネッサを殺そうとするがバネッサは機転を利かしてボブの所持する銃を奪取しボブを撃ち、逃走する。しかし程なくして警察に逮捕されたバネッサは少年院に送られてしまう。一方のボブは瀕死の重傷を負いながらも一命をとりとめていた。ボブは妻の助けを借りながら彼女への復讐を密かに狙っていた。

## キャスト
| 役名                     | 俳優                       | 日本語吹替                                                                                          | 日本語吹替                            |
| 役名                     | 俳優                       | 旧ソフト版                                                                                          | 新ソフト版                            |
| ------------------------ | -------------------------- | --------------------------------------------------------------------------------------------------- | ------------------------------------- |
| ボブ・ウォルヴァートン   | キーファー・サザーランド   | 大塚明夫                                                                                            | 小山力也                              |
| ヴァネッサ・ルッツ       | リース・ウィザースプーン   | 林原めぐみ                                                                                          | 石川綾乃                              |
| ミミ・ウォルヴァートン   | ブルック・シールズ         | 山像かおり                                                                                          | 坪井木の実                            |
| ラモナ・ルッツ           | アマンダ・プラマー         | 雨蘭咲木子                                                                                          | 大坂史子                              |
| ラリー                   | マイケル・T・ウェイス      | 伊藤和晃                                                                                            | 桐本琢也                              |
| マイク・ブレア刑事       | ウォルフガング・ボディソン | 山路和弘                                                                                            | 乃村健次                              |
| ガーネット・ウォレス刑事 | ダン・ヘダヤ               | 石波義人                                                                                            | 河相智哉                              |
| チョッパー・ウッド       | ボキーム・ウッドバイン     | 室園丈裕                                                                                            | 古宮吾一                              |
| その他                   |                            | 久保田民絵 内川藍維 喜田あゆ美 引田有美 相沢正輝 宇垣秀成 田原アルノ 棚田恵美子 鳥畑洋人 岩居由希子 | 藤田昌代 渡邉太一 宮崎智栄子 佐藤広太 |
|                          |                            | |                                       |
| 演出                     |                            | 岩見純一                                                                                            | 高橋秀雄                              |
| 翻訳                     |                            | 高山美香                                                                                            | 浅野倫子                              |
| 調整                     |                            | | 田中亮                                |
| 担当                     |                            | | 轟久光 木暮涼                         |
| プロデューサー           |                            | | 山本正 今泉まいこ                     |
| 制作                     |                            | ACクリエイト                                                                                        | ネクシード ドリーム・フォース         |